# Pchnąć W Tę Łódź Jeża
Pchnąć W Tę Łódź Jeża – polski zespół folkowy. Nazwa zespołu to fragment pangramu „pchnąć w tę łódź jeża lub ośm skrzyń fig”.

## Skład
- Kasia Kaniowska - śpiew, drumla, tamburyn
- Justyna Konieczna - skrzypce, śpiew
- Justyna Machajska - śpiew, „przeszkadzajki”
- Tomek Kaniowski - śpiew, gitara
- Kuba Jantos - udu, tar, cajon, dzwonki
- Mateusz Dyszkiewicz - akordeon guzikowy, śpiew
- Krzysiu Kurek - gitary, didgeridoo

## Dyskografia
- Szksipcze (2008)
  1. Żagiel na Irtysz
  2. Whalin` Wife
  3. Wiatr
  4. Albatros
  5. On We Go
  6. Daunt Rock
  7. Ajs Kajtas
  8. Norfolk Whalers
  9. Za górami, za lasami
  10. Hullabaloobalay
  11. Kaut Zinatu
  12. Pieśń wioślarzy
  13. Lypa z miodym

## Życiorys
- http://www.lodzjeza.pl/